# Filippa K
Filippa K is een Zweeds kledingmerk. Het werd in 1993 opgericht door Filippa Knutsson en Patrik Kihlborg. Het merk is in Scandinavië, Nederland, België,Denemarken, Duitsland en Zwitserland actief met eigen winkels; in Nederland bijvoorbeeld in de prestigieuze P.C. Hooftstraat. Daarnaast wordt het merk door vele andere winkelketens verkocht in Europa, Noord-Amerika en Azië; in Nederland door onder meer De Bijenkorf.

## Oorsprong
Filippa Knutsson volgde een opleiding in Londen maar vertrok in de jaren tachtig naar haar moederland Zweden. Hier ging ze werken voor het familiebedrijf Gul & Blå. Vervolgens richtte ze haar eigen bedrijf op, Filippa K. Karin Segerblom, die als ontwerper bij Gul & Blå werkte, sloot zich ook al snel bij het bedrijf aan. In het eerste jaar werd het bedrijf vanuit huis geleid. Vandaag de dag is het uitgegroeid tot een bedrijf met verkooppunten in 20 landen: 50 merkwinkels in Europa en 25 shop-in-shops, met 600 wederverkopers over de hele wereld. De jaarlijkse omzet bedraagt zo'n 50 miljoen euro.

## Tijdlijn
- 1993 - Filippa K wordt opgericht door Filippa Knutsson en haar partners Patrik Kihlborg en Karin Segerblom. De eerste collectie damestruien, gebreide kleding en broeken worden bij een klein aantal geselecteerde winkels in Zweden gelanceerd.
- 1994 - Filippa K wordt vertegenwoordigd door agentschappen in Denemarken en Noorwegen.
- 1996 - De stretchbroeken slaan enorm aan.
- 1997 - De eerste twee eigen winkels worden geopend: één in Stockholm en één in Oslo. Filippa krijgt de ontwerpprijs Guldknappen voor Zweeds modeontwerper van het jaar uitgereikt.
- 1998 - De mannencollectie van Filippa K ziet het daglicht en een derde winkel wordt geopend, dit keer in Kopenhagen.
- 1999 - De eerste mannenwinkel wordt in Stockholm geopend.
- 2000 - Filippa K breidt zich uit in Europa en opent twee extra winkels in Stockholm en één in Göteborg.
- 2001 - De Europese expansie gaat verder en doet zaken met agentschappen in Nederland en België, en opent een winkel in Amsterdam.
- 2002 - Een showroom wordt geopend in Brussel en het merk zoekt toegang tot de Duitse, Zwitserse en Ierse markt.
- 2003 - Er wordt geleverd aan Canada en de Verenigde Staten. Nederland wordt de op een na grootste afzetmarkt. Meer dan 50 procent van de omzet wordt nu buiten Zweden behaald. De tiende verjaardag wordt gevierd met een feestelijke opening van een kunsttentoonstelling in Stockholm.
- 2004 - Er wordt nog een mannenwinkel in Stockholm geopend en het merk breidt zijn verkoopkanalen uit met Selfridges in de Verenigde Staten en Fred Segal in Los Angeles.
- 2005 - In Antwerpen wordt een winkel geopend.
- 2006 - Een nieuwe vertegenwoordiging door een agentschap in Frankrijk. Eerste winkel wordt geopend in Duitsland: één winkel en een showroom in Berlijn en twee winkels in München. In Stockholm wordt het nieuwe concept Filippa K Ease gelanceerd.
- 2008 - In San Francisco wordt een winkel geopend.